# Thaumaglossa conradti
Thaumaglossa conradti is een keversoort uit de familie spektorren (Dermestidae). De wetenschappelijke naam van de soort werd in 1927 gepubliceerd door Maurice Pic.